# Oxaea alvarengai
Oxaea alvarengai är en biart som beskrevs av Jesus Santiago Moure och Urban 1963. Oxaea alvarengai ingår i släktet Oxaea och familjen grävbin. Inga underarter finns listade i Catalogue of Life.